# Tsumis

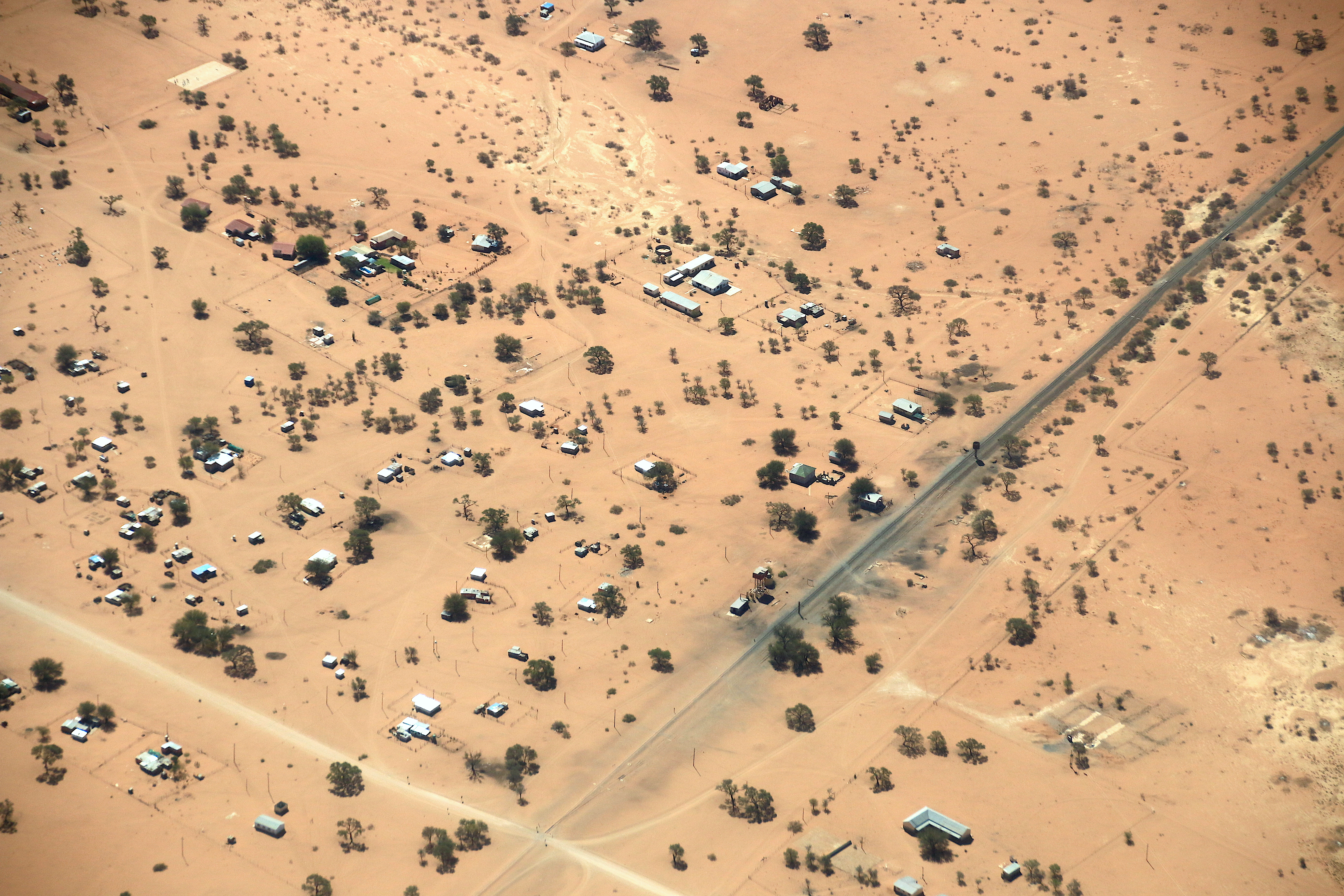
Tsumis Park (2019)

Tsumis, selten auch Tsumis Park, ehemals Petrusdal, ist eine Ansiedlung auf der gleichnamigen Farm in der Region Hardap im Süden Namibias. Tsumis liegt 152 km südlich von Windhoek an der Bahnstrecke Windhoek–Nakop. Der Ort ist über die Distriktstraßen D1222 und D1230 an das namibische Straßennetz angeschlossen.
Überregional bekannt ist Tsumis für sein landwirtschaftliches Ausbildungszentrum. Die Ansiedlung, die etwa 600 Familien beherbergt (Stand 2018), verfügt über eine Schule. 2018 drohte der Landeigentümer damit, die Menschen zu vertreiben und die Einrichtung zu schließen.